# آشوت هوهانیسیان (نقاش)
آشوت هوهانیسیان (دغدز آشوت) (ارمنی: Աշոտ Ադամի Հովհաննիսյան (Դեղձ Աշոտ)؛ زاده ۶ ژانویهٔ ۱۹۲۹ - درگذشته ۱۲ ژوئیهٔ ۱۹۹۷) نقاش اهل ارمنستان بود.

## زندگی‌نامه
وی در ۶ ژانویهٔ ۱۹۲۹ در ماییسیان به دنیا آمد و از مدرسه نقاشی گیومری (۱۹۴۷)، کالج دولتی هنرهای زیبای پانوس ترلمزیان (۱۹۵۰) و انستیتو نقاشی، مجسمه‌سازی و معماری ایلیا رپین (۱۹۶۴) فارغ‌التحصیل گشت.   وی همچنین برنده جوایزی همچون نقاش شایسته جمهوری ارمنستان (۱۹۹۰) شد. وی در ۱۲ ژوئیهٔ ۱۹۹۷ در سن ۶۸ سالگی در ایروان درگذشت